# 章驮乡
章驮乡，是中华人民共和国云南省临沧市临翔区下辖的一个乡镇级行政单位。

## 行政区划
章驮乡下辖以下地区：
章驮村、邦福村、户远村、龙平村、塘房村、勐旺村、采花坝村、邦卖村和新寨村。

## 中国传统村落
2012年，勐旺村委勐旺大寨被评为首批“中国传统村落”。